# Peggle Nights
Peggle Nights — відеогра-головоломка, розроблена та опублікована PopCap Games для Microsoft Windows і macOS. Це перше продовження Peggle. 
Стиль гри залишився незмінним порівняно з попередником: Peggle Nights можна визначити як щось середнє між пачинко та відеогрою Breakout. Фактично, ви повинні кинути серію м’ячів і вдарити по цеглинам або стрижням, які, якщо їх знищити, нададуть різні бонуси та бонуси.